# Îlet Oscar
Îlet Oscar är en ö i Martinique.  Den ligger i den östra delen av Martinique, 24 km öster om huvudstaden Fort-de-France.